# Kyriákos Velópoulos
Kyriákos Velópoulos (grec moderne : Κυριάκος Βελόπουλος), né le 24 octobre 1965 à Essen (Allemagne), est un homme politique grec, fondateur du parti Solution grecque.

## Biographie
Ancien membre de l'Alerte populaire orthodoxe (LAOS) et proche de son dirigeant Spyrídon-Ádonis Georgiádis, il se fait connaitre à travers des émissions de téléachat religieuse qu'il animait sur des chaînes locales. Il y vendait des « lettres manuscrites de Jésus » et des produits médicinaux de plantes du Mont Athos, péninsule du nord de la Grèce qui regroupe de nombreux monastères.
Il s'inspire de la rhétorique de Donald Trump, utilisant notamment le slogan « Make Europe christian again », il fait en particulier campagne sur le thème du rejet de l'immigration. Il entend notamment construire « un mur de six mètres de haut » à la frontière avec la Turquie, rétablir la peine de mort, renvoyer les ONG présentes sur le territoire et expulser tous les « migrants illégaux ».